# Rio Târnava
O Târnava (em húngaro:  Küküllő; em alemão:  Kokel) é um rio da Romênia. Ele é formado pela confluência dos rios Târnava Mare e Târnava Mică na cidade de Blaj. O Târnava deságua no rio Mureş, após 28 km, próximo da cidade de Teiuş.
O nome Târnava é de origem eslava, a partir de trn que significa espinho.